# Żeglarstwo na Letnich Igrzyskach Olimpijskich 1924 – klasa 6 metrów
Zawody w żeglarskiej klasie 6 metrów podczas VIII Letnich Igrzysk Olimpijskich odbyły się w dniach 21–26 lipca 1924 roku na wodach Hawru.

## Informacje ogólne
Do zawodów zgłosiło się dziewięć liczących maksymalnie trzech żeglarzy załóg reprezentujących dziewięć krajów.
Zawody składały się z trzech wyścigów eliminacyjnych, z każdego z nich czołowa dwójka awansowała do dalszej fazy, przeprowadzonej w formie dwóch wyścigów półfinałowych. Punkty były przyznawane za miejsca zajęte na mecie – liczba punktów równa była zajętej lokacie. Na wynik końcowy składała się suma wszystkich punktów, przy czym wyższą lokatę zajmował jacht o mniejszej liczbie punktów. Każdy z wyścigów odbywał się na dystansie 10 mil morskich.
Wyścigi eliminacyjne zostały wygrane odpowiednio przez jachty Bonzo i dwukrotnie Elisabeth V, które wraz z Willem-Six, dwukrotnym zdobywcą drugich miejsc, awansowały do fazy półfinałowej. W obydwu najlepsza okazała się norweska załoga na jachcie Elisabeth V zostając tym samym zwycięzcą olimpijskich regat.

## Wyniki
| złoto  | Anders Lundgren Christopher Dahl Eugen Lunde | Elisabeth V | 3   |   | 1   | Q | 1   | Q | 1 | 1 | 1 | 1 | 2      |
| srebro | Vilhelm Vett Knud Degn Christian Nielsen     | Bonzo       | 1   | Q | 2   | Q | DNF |   | 3 | 3 | 2 | 2 | 5 (11) |
| brąz   | Joop Carp Anthonij Guépin Jan Vreede         | Willem-Six  | 2   | Q | DNF |   | 2   | Q | 2 | 2 | 3 | 3 | 5 (13) |
| 4      | Nils Rinman Magnus Hellström Olle Rinman     | Aloha       | 4   |   | 4   |   | 4   |   |   |   |   |   |        |
| 5      | Léon Huybrechts John Klotz Léopold Standaert | Ciss        | 6   |   | 7   |   | 3   |   |   |   |   |   |        |
| =      | Edmond Moussié Guy Herpin Honoré Louit       | Sandra      | 8   |   | 3   |   | 5   |   |   |   |   |   |        |
| 7      | Carlo Masi Cencio Massola Roberto Moscatelli | Mobi        | 5   |   | 5   |   | DNF |   |   |   |   |   |        |
| 8      | Arturo Masbové Santiago Amat Pedro Pi        | Alnolgavar  | 7   |   | 6   |   | DNF |   |   |   |   |   |        |
| 9      | Enrique Conill Pedro Cisneros Antonio Saav   | Hatuey      | DNF |   | 8   |   | DNS |   |   |   |   |   |        |